# Poumpokole
Cet article concerne la langue poumpokole. Pour le peuple poumpokole, voir Poumpokoles.
Le poumpokole est une langue paléo-sibérienne de la famille des langues ienisseïennes parlée en Sibérie jusqu'à la fin du XIXe siècle.
Les linguistes ont longtemps eu des difficultés à relier les langues ienisseïennes à un plus grand groupe. Ce n’est que récemment qu’un lien linguistique a pu être mis en évidence avec les langues na-dené, une famille de langues amérindiennes parlée en Alaska, à l'ouest du Canada et au sud-ouest de États-Unis. Selon cette thèse, les langues ienisseïennes et les langues na-dené formeraient deux branches d'une ancienne famille représentée des deux côtés du détroit de Béring : les langues dené-ienisseïennes,